# Освајачи олимпијских медаља у атлетици — десетобој за мушкарце
Освајачи олимпијских медаља у атлетици за мушкарце у дисциплини десетобој, приказани су у следећој табели, а њихови резултати су изражени у бодовима. Десетобој је први пут био на програму Олимпијских игара 1904. у Сент Луису као демонстрациона дисциплина са 10 појединачних дисциплина од којих 6 нису у програму данашњег десетобоја. Званично је на програму од Олимпијских игара 1912. у Стокхолму. Таблице за обрачун резултата су мењане неколико пута:
1. донете 1912. — важиле за ЛОИ 1912—1932.
2. донете 1934. — важиле за ЛОИ 1936—1948.
3. донете 1952. — важиле за ЛОИ 1952—1960.
4. донете 1962. — важиле за ЛОИ 1964—1984.
5. донете 1985. — важе за ЛОИ 1988—данас

## Освајачи медаља
| Олимпијске игре             |                                        | Резултат          |                                        | Резултат      |                                           | Резултат      |
| Стокхолм 1912. детаљи       | Џим Торп САД · Хуго Висландер Шведска  | 8421,955 7724,495 | Чарлс Ломберг · Шведска                | 7413,510      | Јеста Холмер · Шведска                    | 7347,855      |
| Антверпен 1920. детаљи      | Хелге Левланд Норвешка                 | 6803              | Брутус Хамилтон САД                    | 6771          | Бертил Олсон Шведска                      | 6580          |
| Париз 1924. детаљи          | Харолд Озборн САД                      | 7711 СР           | Емерсон Нортон САД                     | 7351          | Александер Клумберг-Колмпере · Естонија   | 7329          |
| Амстердам 1928. детаљи      | Паво Ирјела · Финска                   | 8053 ОР           | Акилес Јарвинен · Финска               | 7932          | Кен Доерти САД                            | 7707          |
| Лос Анђелес 1932. детаљи    | Џим Бауш САД                           | 6.753 (8.462) ОР  | Акилес Јарвинен · Финска               | 6.879 (8.292) | Волрад Еберле · Немачка                   | 6.661 (8.031) |
| Берлин 1936. детаљи         | Глен Морис САД                         | 7900              | Боб Кларк САД                          | 7601          | Џек Паркер САД                            | 7275          |
| Лондон 1948. детаљи         | Роберт Матајас САД                     | 7.139             | Ињас Енриш · Француска                 | 6.974         | Флојд Симонс САД                          | 6.950         |
| Хелсинки 1952.              | Роберт Матајас · Сједињене Државе      | 7887              | Милтон Кембел · Сједињене Државе       | 6975          | Флојд Симонс · Сједињене Државе           | 6788          |
| Мелбурн 1956.               | Милтон Кембел · Сједињене Државе       | 7937              | Рејфер Џонсон · Сједињене Државе       | 7587          | Василиј Кузњецов · Совјетски Савез        | 7465          |
| Рим 1960.                   | Рејфер Џонсон · Сједињене Државе       | 8392              | Јанг Чуен-Кванг · Република Кина       | 8334          | Василиј Кузњецов · Совјетски Савез        | 7809          |
| Токио 1964.                 | Вили Холдорф · Уједињени тим Немачке   | 7887              | Реин Аун · Совјетски Савез             | 7842          | Ханс-Јоахим Валде · Уједињени тим Немачке | 7809          |
| Мексико Сити 1968.          | Бил Томеј · Сједињене Државе           | 8193              | Ханс-Јоахим Валде · Западна Немачка    | 8111          | Курт Бендлин · Западна Немачка            | 8064          |
| Минхен 1972.                | Николај Авилов · Совјетски Савез       | 8454              | Леонид Литвиненко · Совјетски Савез    | 8035          | Ришард Катус · Пољска                     | 7984          |
| Монтреал 1976.              | Брус Џенер · Сједињене Државе          | 8618 ОР           | Гвидо Крачмер · Западна Немачка        | 8411          | Николај Авилов · Совјетски Савез          | 8369          |
| Москва 1980.                | Дејли Томпсон · Уједињено Краљевство   | 8.495             | Јуриј Куценко · Совјетски Савез        | 8.331         | Сергеј Желанов · Совјетски Савез          | 8.135         |
| Лос Анђелес 1984.           | Дејли Томпсон · Уједињено Краљевство   | 8.798 ОР          | Јирген Хингсен · Западна Немачка       | 8.673         | Зигфрид Венц · Западна Немачка            | 8.412         |
| Сеул 1988. детаљи           | Кристијан Шенк · Источна Немачка       | 8488              | Торстен Фос · Источна Немачка          | 8399          | Дејв Стин · Канада                        | 8328          |
| Барселона 1992.             | Роберт Змелик · Чешка                  | 8611              | Антонио Пењалвер · Шпанија             | 8412          | Дејв Џонсон · Сједињене Државе            | 8.309         |
| Атланта 1996.               | Дан О'Брајен · Сједињене Државе        | 8824 ОР           | Франк Буземан · Немачка                | 8706          | Томаш Дворжак · Чешка                     | 8.664         |
| Сиднеј 2000.                | Ерки Нол · Естонија                    | 8.641             | Роман Шебрле · Чешка                   | 8.606         | Крис Хафинс · Сједињене Државе            | 8.595         |
| Атина 2004.                 | Роман Шебрле · Чешка                   | 8.893 ОР          | Брајан Клеј · Сједињене Државе         | 8.820         | Дмитриј Карпов · Казахстан                | 8.725         |
| Пекинг 2008.                | Брајан Клеј · Сједињене Државе         | 8.791             | Андреј Кравченко · Белорусија          | 8.551         | Леонел Суарез · Куба                      | 8.527         |
| Лондон 2012. детаљи         | Ештон Итон · Сједињене Америчке Државе | 8.869             | Треј Харди · Сједињене Америчке Државе | 8.671         | Леонел Суарез · Куба                      | 8.523         |
| Рио де Жанеиро 2016. детаљи | Ештон Итон · САД                       | 8.893 =ОР         | Кевин Мајер · Француска                | 8.834         | Демијан Ворнер · Канада                   | 8.666         |
| Токио 2020. детаљи          | Демијан Ворнер · Канада                | 9.018 ОР          | Кевин Мајер · Француска                | 8.726         | Ешли Молони · Аустралија                  | 8.649         |
| Париз 2024. детаљи          | Маркус Рут Норвешка                    | 8.796             | Лео Нојгебауер Немачка                 | 8.748         | Линдон Виктор Гренада                     | 8.711         |
| Лос Анђелес 2028.           |                                        |                   |                                        |               |                                           |               |

## Биланс медаља у десетобоју
Стање после ОИ 2024
|     | Држава           | Злато | Сребро | Бронза |    |
| --- | ---------------- | ----- | ------ | ------ | -- |
| 1.  | Сједињене Државе | 14    | 7      | 6      | 27 |
| 2.  | Чешка            | 2     | 1      | 1      | 4  |
| 3.  | Белорусија       | 2     | -      | -      | 2  |
| 3.  | Норвешка         | 2     | -      | -      | 2  |
| 5.  | Совјетски Савез  | 1     | 3      | 4      | 8  |
| 6.  | Источна Немачка  | 1     | 1      | -      | 2  |
| 7.  | Финска           | 1     | 2      | -      | 3  |
| 8.  | Канада           | 1     | -      | 2      | 2  |
| 9.  | ЕУА              | 1     | -      | 1      | 2  |
| 9.  | Естонија         | 1     | -      | 1      | 2  |
| 11. | Западна Немачка  | -     | 3      | 2      | 6  |
| 12. | Француска        | -     | 3      | -      | 3  |
| 13. | Немачка          | -     | 2      | 1      | 2  |
| 14. | Шведска          | -     | 1      | 2      | 3  |
| 15. | Белорусија       | -     | 1      | -      | 1  |
| 15. | Шпанија          | -     | 1      | -      | 1  |
| 15. | Република Кина   | -     | 1      | -      | 1  |
| 18. | Куба             | -     | -      | 2      | 2  |
| 19. | Пољска           | -     | -      | 1      | 1  |
| 19. | Казахстан        | -     | -      | 1      | 1  |
| 19. | Аустралија       | -     | -      | 1      | 1  |
| 19. | Гренада          | -     | -      | 1      | 1  |
|     | Укупно 22 земље  | 26    | 26     | 26     | 78 |